# امینه محمد جبریل

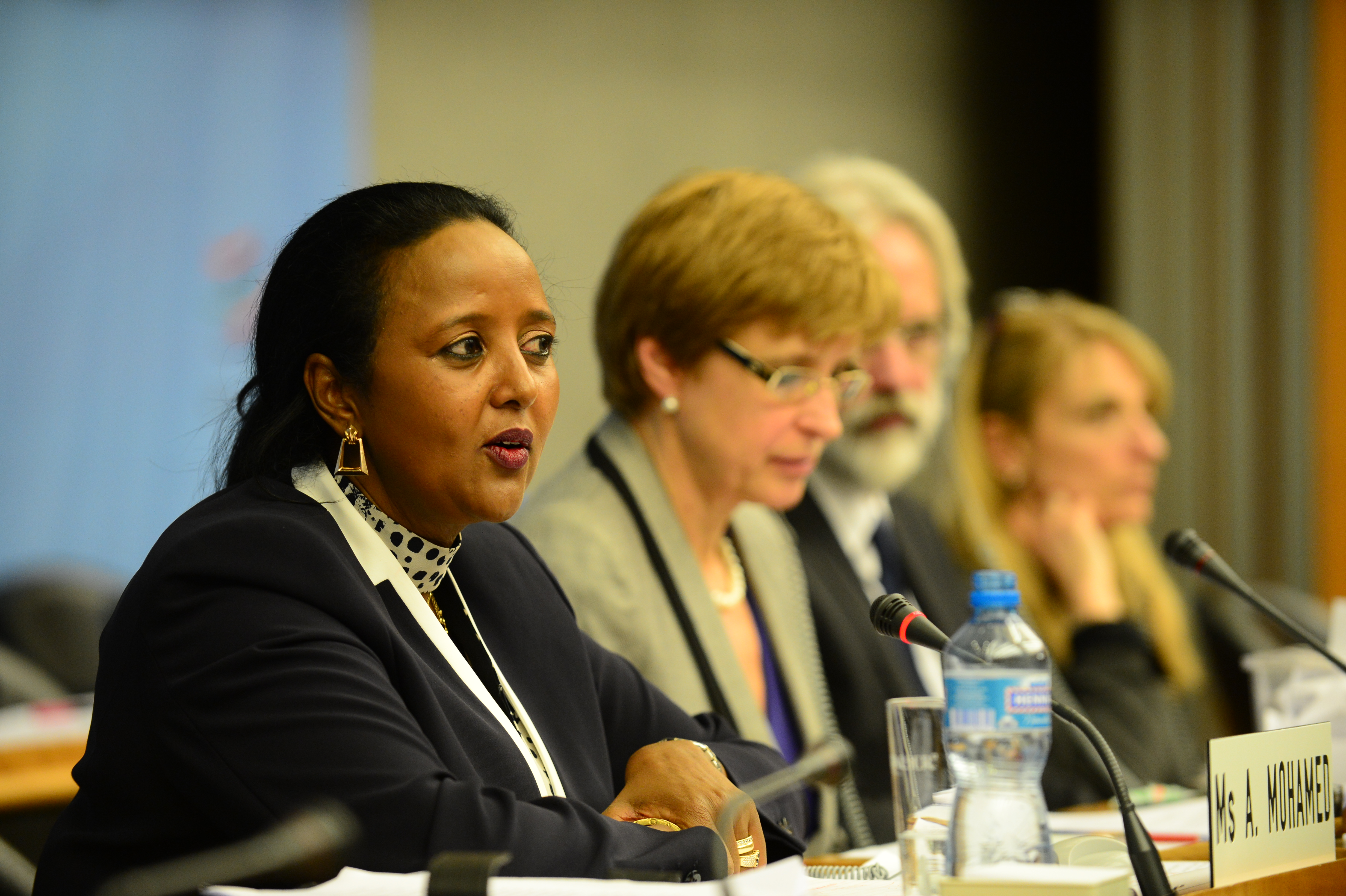
امینه محمد جبریل، سیاستمدار سومالیایی در جریان فرآیند انتخاب مدیر کل سازمان تجارت جهانی (۳۰ ژانویه ۲۰۱۳).

آمینه محمد جبریل (سومالیایی: Aamina Maxamed Jibriil؛ زادهٔ ۵ اکتبر ۱۹۶۱) سیاست‌مدار اهل کنیا است و در حال حاضر به عنوان وزیر کابینه برای آموزش در کنیا خدمت می‌کند.
پیش از این به عنوان رئیس سازمان بین‌المللی مهاجرت و سازمان تجارت جهانی، دستیار دبیرکل و معاون مدیر اجرایی برنامه محیط زیست سازمان ملل متحد خدمت کرده‌است.
او به عنوان وزیر امور خارجه کنیا از می ۲۰۱۳ تا فوریه ۲۰۱۸ خدمت کرده‌است.
آمینه همچنین برندهٔ جوایزی همچون نشان خورشید فروزان شده‌است.